# 雅頌坊
25°00′49″N 121°32′20″E / 25.013566°N 121.538872°E

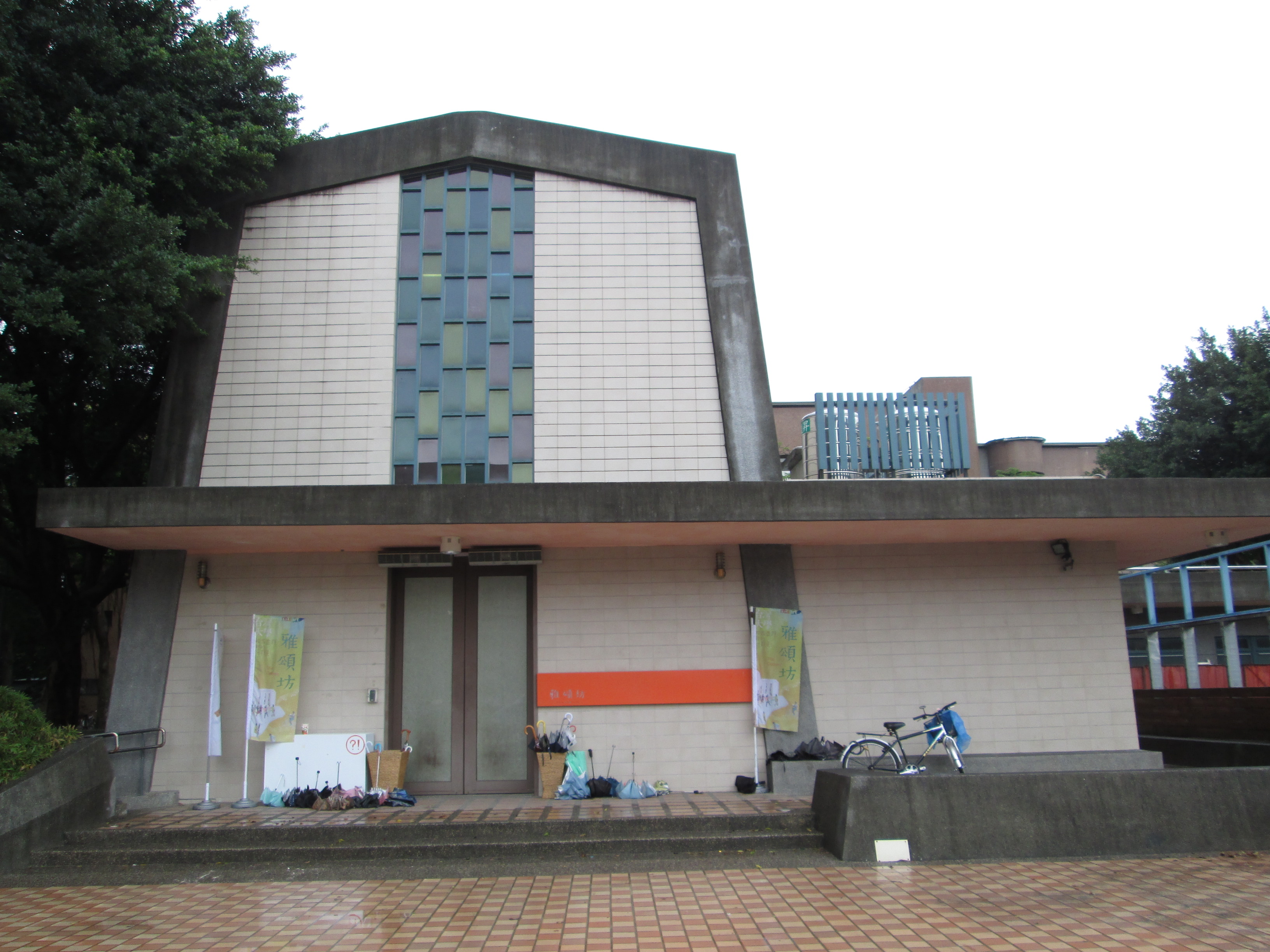
雅頌坊入口處2012.11.26

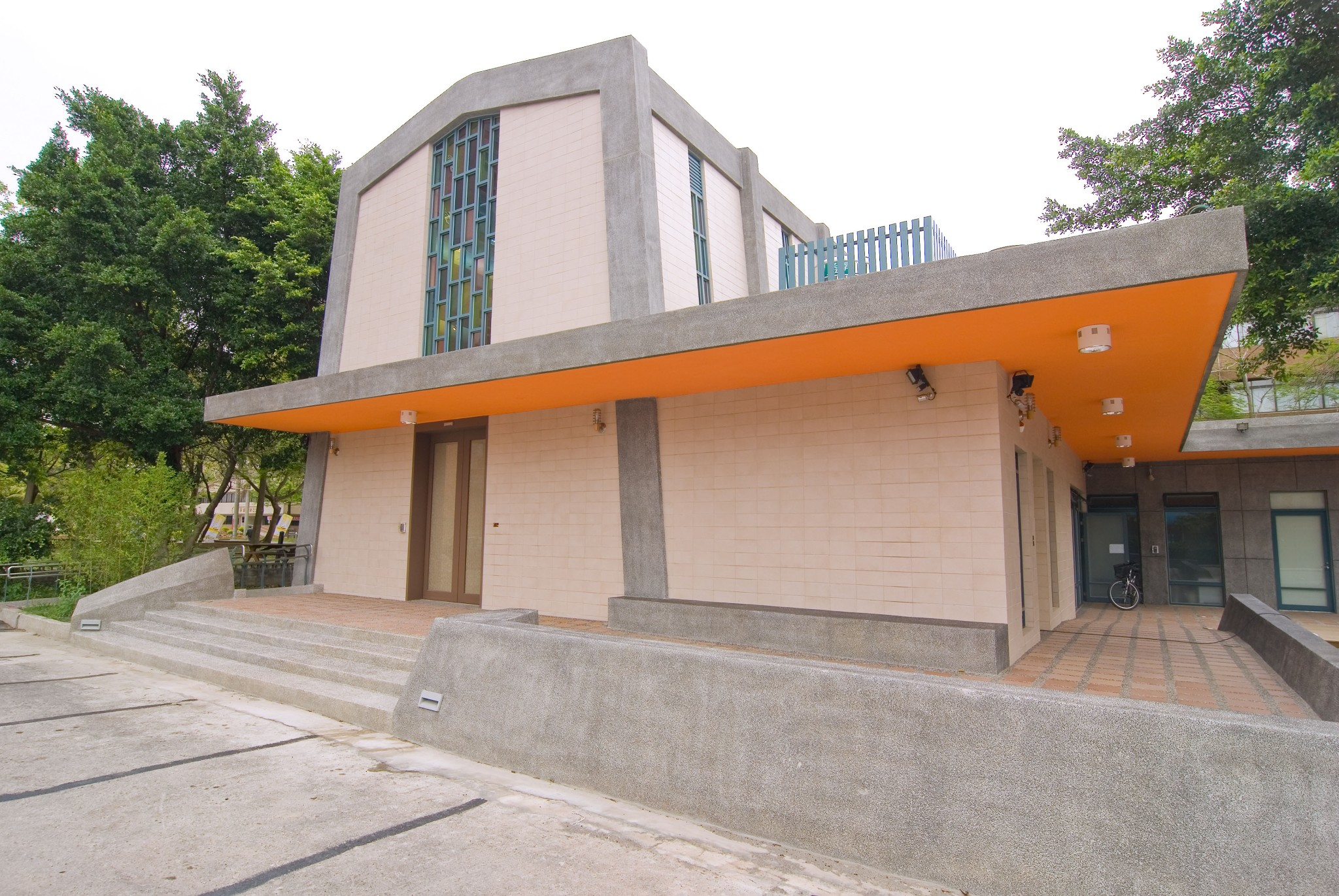
雅頌坊表演廳

雅頌坊，2009年3月6日正式啟用，建築外觀是一座教堂，具有白色外牆及彩色玻璃窗，由國立臺灣大學藝文中心使用，舉辦音樂、戲劇、舞蹈、電影、展覽等藝文表演 。位於國立臺灣大學欒樹道上，附近有管理學院一號館、管理學院教研館、食品科技館。

## 演變歷史
在臺北帝國大學時期，此地是屬於農學院的林學實驗室也就是農學教室附屬硝子室。二戰後，這裡則曾經作為臺灣大學教職員的宿舍區。1954年，中美共同防禦條約簽訂，之後美軍協防台灣司令部成立，將第十三航空隊下屬部隊調遣至臺灣。由於公館蟾蜍山一帶就有中華民國空軍作戰司令部（今天的空軍作戰指揮部），第十三航空隊決定在此駐軍，但因為土地不敷使用，國防部向臺大徵收了農業試驗場園藝分場並交給美軍第十三航空隊使用。1963年10月國防部徵收土地，在園藝場搬遷後，美軍隨即開始興建房舍，並將此空軍基地命名Taipei Air Station（簡稱TAS）台北通訊站，並做為美國空軍第327航空師師部營區。其主要任務是支援中華民國空軍通訊科技方面的技術，幫助協防臺灣，同時讓美軍得以監控臺灣海峽的情況。因為美軍有上教堂做禮拜的習慣，因此美軍在興建房舍的同時也設立了這座小教堂。1975年美軍撤防，國防部接手使用，此處是國防部公館營區，駐有聯合作戰訓練部、史政編譯局、軍法局、示範樂隊、汽車中隊、憲兵連。而這座教堂則作為營區的福利社，販賣一些小東西。
1990年代，臺大進行一連串的校地收回與徵收，將外界單位所借用的校地回收。此處在臺大將地權收回後規劃為管理學院用地，而小教堂則未使用呈現廢棄狀態。2005年臺大藝文活動推展工作室成立，2008年4月改制成為藝文中心，同時臺大校方將這座教堂重新整修，於同年10月落成並命名為雅頌坊（The Odeum）。在2009年3月6日由李嗣涔校長揭幕啟用，臺大藝文中心進駐使用並舉辦各種藝文活動。

## 活動概述
藝文中心的活動涵括音樂、戲劇、舞蹈、電影、視覺藝術等；活動的方式有動態的演出、靜態的展覽；活動的場地則充分利用臺大校園裡設備完善的室內空間，或開闊自在的戶外場地。活動的演出團體或個人來自校內外，有專業的名家，也有充滿創意、活力的臺大人。活動的時間分布在學期中，小型、輕鬆、生活化的節目多在平日中午，大型、長時間、重量級的演出或講座則多在夜間，而更盛大的系列活動往往會與校慶、杜鵑花節等重要節慶結合。另外，「大師講座」讓臺大人有機會一睹大師風采，「工作坊」則提供較長時間的學習，而不定時邀請的駐校藝術家則將透過課程設計或相關活動，使臺大師生得以更深入藝術的領域。

## 交通資訊[7]
捷運
捷運新店線公館站 2 號出口出來後，左轉進舟山路前行至鹿鳴廣場鹿鳴堂（即校內有 7-11）處右轉直行，陸續經過左邊華南銀行、右邊管理學院後抵達本建物的背面。看見右手路邊的草皮與「雅頌廣場」字樣後右轉即可。
開車
基隆路四段 144 巷 50 弄  臺灣科技大學對面
開車進入基隆路與羅斯福路交叉區塊的停車場後，右前方為管理學院一號館，左前方為管理學院二號館，正前方為草皮。以此方向向右方轉步行 3-5 分鐘即可抵達。
步行
從臺大校門正門口進入，直走椰林大道，路過右手邊傅鐘後又轉從行政大樓旁直走，遇到舟山路後左前方為鹿鳴廣場，右前方為鹿鳴堂（又叫僑光堂，內有7-11），沿兩者中間的道路直走，陸續經過左邊華南銀行、右邊管理學院後抵達本建物的背面。看見右手路邊的草皮與「雅頌廣場」字樣後右轉即可。

## 資料來源
1. 1 2 3  .   [2017-04-02]. （原始内容存档于2021-01-29）.
2. 1 2 3  洪淑苓 臺大藝文新地標-雅頌坊導覽
3. 1 2 3  陳歆涵 小教堂的故事
4. 1 2  李問.  (043). 2011-07-23  [2012-11-27]. （原始内容存档于2016-03-04）.
5. ↑  .   [2012-11-27]. （原始内容存档于2016-03-20）.
6. ↑  .   [2012-12-04]. （原始内容存档于2013-12-25）.
7. ↑  .   [2017-04-02]. （原始内容存档于2018-07-28）.

## 外部連結
- Taipei Air Station （页面存档备份，存于）
- 國立臺灣大學藝文中心 （页面存档备份，存于）
- 臺大藝文中心近期活動總覽 （页面存档备份，存于）
- 國立臺灣大學校園地圖 （页面存档备份，存于）